# Джумуатул-Віда
Джумуатул-Віда (араб. جمعة الوداع означає п'ятницю прощання, також називається аль-Джумуа аль-Ятіма араб. الجمعة اليتيمة або осиротіла п'ятниця на урду : الوداع جمعہ Al-Widaa Juma) — остання п'ятниця місяця Рамадан перед святом Рамазан-байрам. Це священний день для мусульман.
Мусульмани просять прощення в Аллаха і роздають цього дня бідним. Вони підносять молитви й вірять, що молитви, зроблені в цей день, будуть почуті. Мусульмани вірять, що дарування бідним (закят) у Рамадан принесе їм багатство та благословення протягом року та в майбутньому. Джумуатул-Віда — це можливість для мусульман попрощатися з Рамаданом, коли наближається Ід аль-Фітр.

## Фон
Джумуатул-Віда — остання п'ятнична молитва або Джума-намаз. Віда означає кінець, що належить до кінця Рамадану. Інша назва свята — Альвіда Джумма, що означає п'ятницю прощання.
Назва дня означає прощання з Рамаданом. В ісламі п'ятниця є суботою і найсвятішим днем тижня; отже, остання п'ятниця Рамадану важлива, оскільки вона дає мусульманам можливість подумати про Рамадан. Джумуатул-Віда вважається одним із п'яти найсвятіших днів для мусульман і є найсвятішою суботою в ісламі.

## Історія
У цей день мусульмани відвідують п'ятничну молитву Джума та йдуть молитися до мечеті. Також віряни просять прощення в Аллаха. Джумуатул-Віда важлива, оскільки це остання п'ятниця Джума священного місяця Рамадан, і хадис вчить, що рай відкритий, а пекло закрите під час Рамадану. Цей термін не зустрічається ні в Корані, ні в хадисах. Віряни святкують цей день, омиваючи тіло та одягаючи новий одяг. Протягом дня вони читають уривки зі священного Корану. Ще одна особливість цього дня полягає в тому, що мусульмани в містах, як правило, моляться разом в одній великій мечеті.
Мусульмани вірять, що молитви, зроблені в останню п'ятницю Рамадану, будуть почуті. Мусульмани також вірять, що дарування бідним (закят) у цей день принесе їм багатство та благословення в році та в майбутньому. Вони також вірять, що всі їхні гріхи будуть прощені завдяки молитві та читанню Священного Корану в цей день. Джумуатул-Віда не має спеціальної молитви чи «Ібада».
Послідовники ісламу вірять, що пророк Аллаха молився протягом останніх десяти днів Рамадану. Коли він прокидався вночі, він також молився. Цей день нагадує мусульманам про їхній шанс прожити хороше життя. Цей день також нагадує мусульманам, що Рамадан добігає кінця.
Наприкінці Рамадану відбувається свято під назвою Рамазан-байрам, і мусульмани традиційно вітають Ід мубарак. Слово Ід означає свято або свято. Значення Ід Мубарак — це благословенне свято.